# Omicidio di via Marszałkowska 111

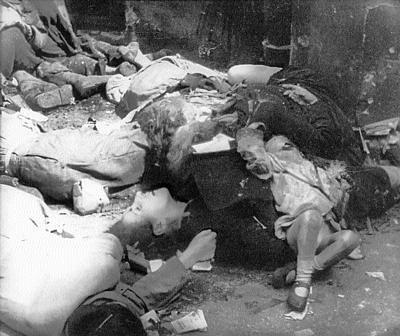
Un fotogramma del cinegiornale dell’insurrezione che rappresenta vittime dell’esecuzione in via Marszałkowska 111

L'omicidio di via Marszałkowska 111, avvenuto il 3 agosto 1944, fu l'esecuzione sommaria di circa 30-40 civili polacchi, abitanti dei palazzi in via Marszałkowska 109, 111 e 113 del quartiere Śródmieście Północne nella zona centro nord di Varsavia, commessa da soldati nazisti e loro collaborazionisti durante la rivolta di Varsavia.

## Storia
Durante i primi giorni dell’agosto del 1944 sul tratto di via Marszałkowska tra vie Chmielna e Złota non si erano svolte battaglie importanti della rivolta. Il 3 agosto, verso le 11:00, vi giunse un'autoblindo nazista i cui occupanti, spostandosi lungo via Marszałkowska in direzione nord, sparavano alle case vicine. Il veicolo si fermò davanti al palazzo n. 113 e ne uscì un piccolo gruppo di nazisti che entrarono nel cortile del palazzo e passarono a una casa accanto, n. 111. Secondo la relazione di Piotr Grzywacz, abitante del palazzo, il reparto era composto di un tedesco e otto "ucraini" con le divise delle SS. Secondo "il rapporto della situazione n. 5 sulle rappresaglie tedesche contro la popolazione civile nell’area di Aleje Jerozolimskie", del 4 agosto 1944, del comandante dell’Area di Varsavia dell’AK, generale Albin Skroczyński detto "Łaszcz", il drappello era composto invece da sei soldati, in maggioranza "ucraini" .
I militari delle SS ordinarono agli abitanti di scendere nel cortile (l’ordine fu dato in tedesco, polacco e russo). Si radunarono più o meno 40 persone. I nazisti accalcarono tutti davanti all’osteria Pod Światełkami e li fucilarono con le mitragliatrici. Non è dato certo quanti civili siano stati vittime dell’esecuzione: il rapporto di "Łaszcz" faceva menzione di 20-30 uccisi, mentre secondo Piotr Grzywacz ce ne furono 37. Maja Motyl e Stanisław Rutkowski, autori dello studio Powstanie Warszawskie – rejestr miejsc i faktów zbrodni ("La rivolta di Varsavia – un registro di luoghi e fatti del crimine"), stimarono invece il numero di morti in 44. Le vittime furono gli abitanti di via Marszałkowska 109, 111, 113. Tra gli morti si trovarono donne e bambini.
Uccisi i polacchi, il reparto nazista cercava di abbandonare il palazzo, ma ne fu impedito dalla sparatoria ingaggiata dagli insorti dall’edificio dell'albergo Metropol (via Marszałkowska, angolo di Złota). I tedeschi passarono nella casa le 24 ore successive. Il 4 agosto l’unità di assalto del reparto maggiore dell’Area di Varsavia dell’AK invase il palazzo e prese prigionieri due "ucraini"; gli altri soldati delle SS vennero uccisi durante la lotta. I catturati ammisero di aver ucciso i civili, sostenendo di aver obbedito all’ordine del loro comandante nazista. Dopo l’interrogatorio entrambi vennero fucilati.